# Утримання будинків та прибудинкових територій
Утримання будинків і прибудинкових територій — господарська діяльність, спрямована на задоволення потреби фізичної чи юридичної особи щодо забезпечення експлуатації та/або ремонту жилих та нежилих приміщень, будинків і споруд, комплексів будинків і споруд, а також утримання прилеглої до них (прибудинкової) території відповідно до вимог нормативів, норм, стандартів, порядків і правил згідно із законодавством.
Типовий перелік послуг з утримання будинків і споруд та прибудинкових територій
1. Прибирання прибудинкової території
2. Прибирання сходових кліток
3. Вивезення побутових     відходів    (збирання,    зберігання, перевезення,    перероблення,    утилізація,    знешкодження    та захоронення)
4. Прибирання підвалу, технічних поверхів та покрівлі
5. Технічне обслуговування ліфтів
6. Обслуговування систем диспетчеризації
7. Технічне обслуговування внутрішньобудинкових систем: 
гарячого водопостачання
холодного водопостачання
водовідведення
теплопостачання
зливової каналізації
8. Дератизація
9. Дезінсекція
10. Обслуговування димовентиляційних каналів
11. Технічне обслуговування    та    поточний    ремонт    систем протипожежної  автоматики  та   димовидалення,   а   також   інших внутрішньобудинкових інженерних систем у разі їх наявності
12. Поточний ремонт конструктивних   елементів, внутрішньобудинкових систем гарячого і  холодного  водопостачання, водовідведення,   теплопостачання та   зливової   каналізації  і технічних пристроїв будинків та елементів зовнішнього упорядження, що  розміщені на закріпленій в установленому порядку прибудинковій території (в тому числі спортивних, дитячих та інших майданчиків)
13. Поливання дворів, клумб і газонів
14. Прибирання і вивезення снігу, посипання частини прибудинкової території,  призначеної  для  проходу та проїзду,  протиожеледними сумішами
15. Експлуатація номерних знаків на будинках
16. Освітлення місць  загального  користування  і   підвалів   та підкачування води
17. Енергопостачання ліфтів
18. Періодична повірка,   обслуговування   і   ремонт  квартирних засобів обліку води та теплової енергії, у тому числі їх демонтаж, транспортування та монтаж після повірки.